# Puente de Montañana
Puente de Montañana (katalanisch Pont de Montanyana) ist eine katalanischsprachige, der Franja de Aragón zugehörige Gemeinde in der Provinz Huesca in der Autonomen Gemeinschaft Aragonien in Spanien. Sie liegt im Süden der Comarca Ribagorza am Westufer des Flusses Noguera Ribagorzana.

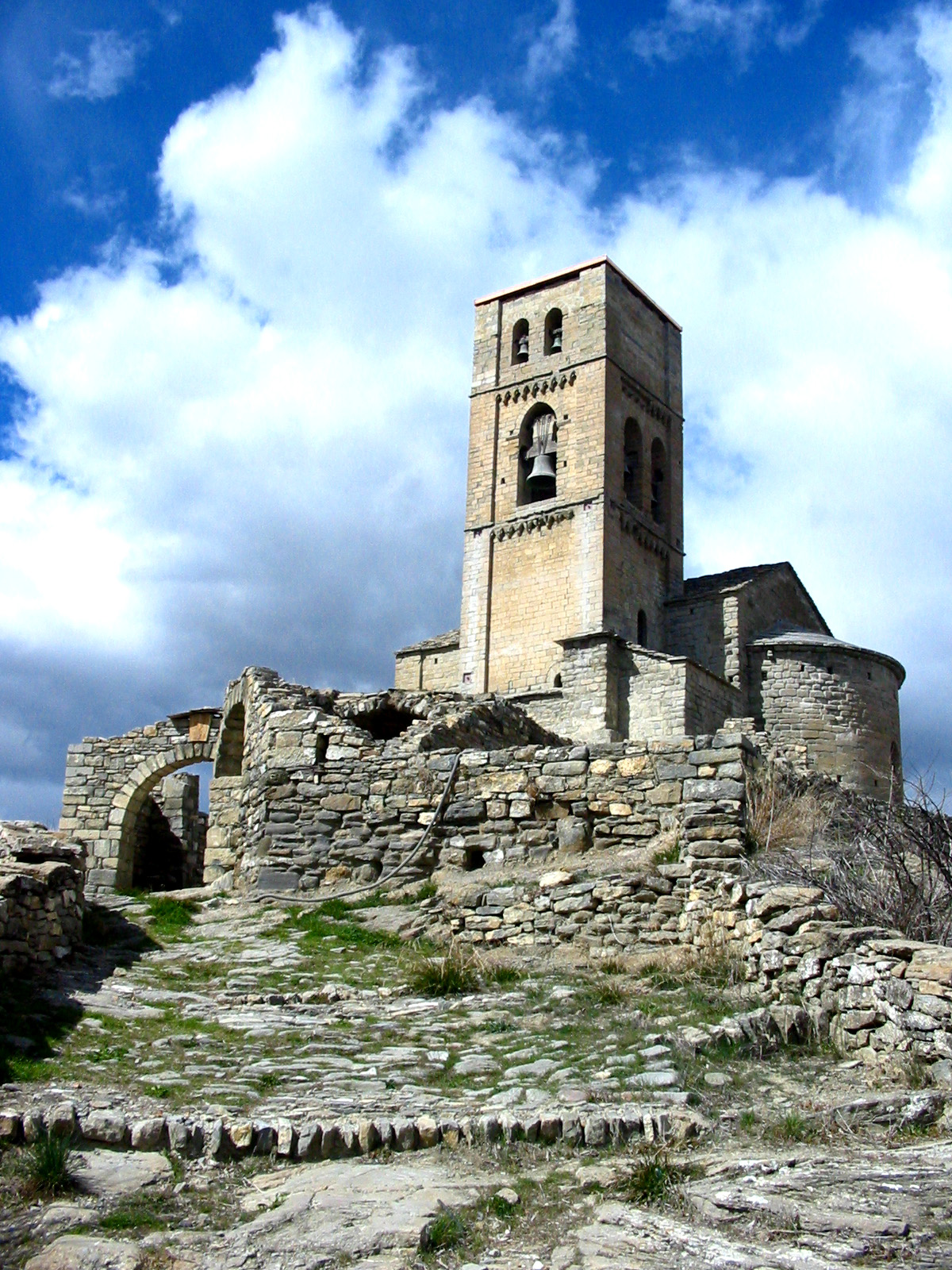
Kirche von Montañana

## Gemeindegebiet
Die Gemeinde umfasst die Ortschaften:
- Colls
- Montañana
- Mora de Montañana
- Puente de Montañana
- Torre de Baró

## Wirtschaft
Die traditionelle Weberei ist ebenso wie eine Mühle eingegangen. Die Gemeinde besitzt ein Wasserkraftwerk an der Noguera Pallaresana. Auch die frühere Bedeutung für Verwaltung und Schulen besteht auf Grund der Entvölkerung nicht mehr.

## Bevölkerungsentwicklung
| 1860 | 1877 | 1887 | 1897 | 1900 | 1910 | 1920 | 1930 | 1940 | 1950 | 1960 | 1970 | 1981 | 1991 | 1996 | 2001 | 2004 |
| ---- | ---- | ---- | ---- | ---- | ---- | ---- | ---- | ---- | ---- | ---- | ---- | ---- | ---- | ---- | ---- | ---- |
| 1010 | 1770 | 794  | 631  | 738  | 674  | 697  | 662  | 632  | 532  | 544  | 270  | 169  | 133  | 142  | 123  | 102  |